# Valor Ecclesiasticus

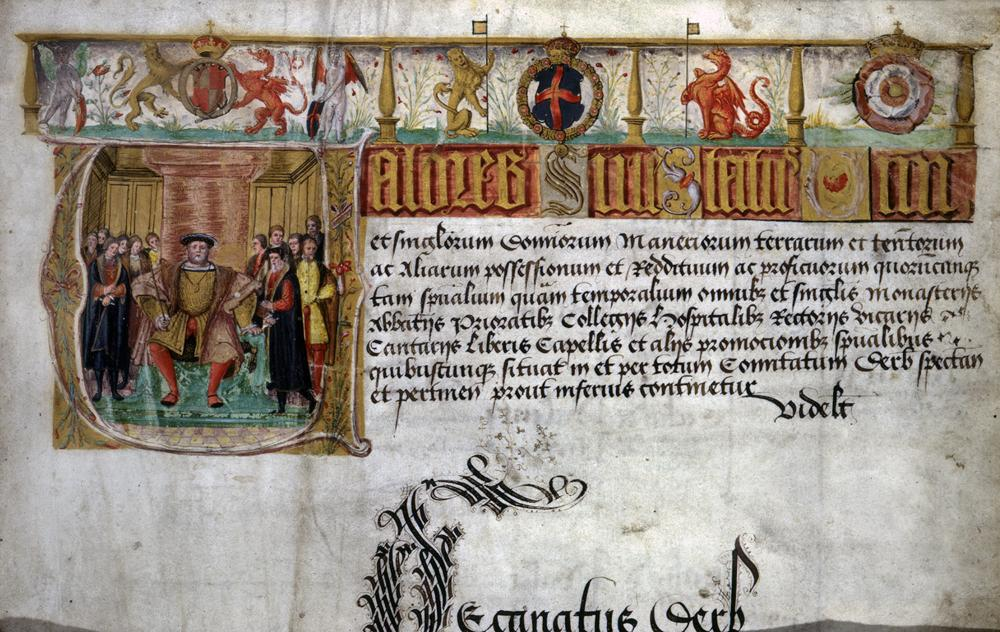
Il frontespizio del Valor Ecclesiasticus (1535)

Il Valor Ecclesiasticus (in italiano "valutazione dei beni della chiesa") fu un'indagine sulle finanze della chiesa in Inghilterra, Galles e nelle parti dell'Irlanda controllate dagli inglesi, effettuata nel 1535 per ordine di Enrico VIII. Veniva chiamata colloquialmente Libri del re.
Nel 1534, Enrico VIII ufficializzò la separazione dalla Chiesa di Roma, dal papa e dalla religione cattolica e con l'Atto di Supremazia si fece capo supremo della Chiesa anglicana nelle sue terre, affermandone l'indipendenza da Roma. Una delle sue prime azioni nel nuovo ruolo fu quella di imporre tasse al clero. Le tasse tradizionalmente pagate al papa dai religiosi ora dovevano essere date versate alla Corona e, alla fine del 1534, Enrico introdusse anche una nuova imposta annuale sul reddito pari al 10% sul reddito derivante da tutti i terreni e gli uffici ecclesiastici. Per valutare adeguatamente la nuova tassa fu necessario effettuare un'indagine su tutte le proprietà e le entrate della chiesa.
Nel gennaio 1535, il governo nominò in tutto il paese nominò commissioni incaricate di condurre l'indagine. A tutti i sacerdoti, parroci, capi di monasteri, collegi, ospedali e altre istituzioni sotto l'egida della chiesa fu ordinato di rendere testimonianza giurata davanti ai commissari locali riguardo al loro reddito, alle terre possedute dalle loro istituzioni e alle entrate che ricevevano da ogni altra fonte. I commissari dovevano esaminare documenti e libri contabili e fornire un rendiconto finanziario completo per ogni istituzione religiosa. Il governo ordinò che la raccolta delle informazioni fosse completata entro il 30 maggio 1535 e che i risultati fossero inviati allo Scacchiere a Londra.
I commissari non erano retribuiti, né formati allo scopo: si trattava per lo più di nobili locali, sindaci, magistrati, vescovi e sceriffi, ma affrontarono rapidamente l'enorme compito e, nell'estate del 1535, il governo aveva in mano  la contabilità dettagliata delle proprietà e della ricchezza della Chiesa. La maggior parte dell'opera è arrivata ai giorni nostri, conservata in 22 volumi in latino e tre cartelle presso gli Archivi nazionali di Kew. Due dei volumi sono manoscritti miniati e sembrano essere un riassunto realizzato per uso personale di re Enrico.

## Accuratezza
I commissari non avevano particolari ragioni per essere parziali nei confronti del clero e si applicarono al compito con molta diligenza. Laddove è possibile verificare le cifre — ad esempio confrontandole con i registri finanziari dei funzionari del re incaricati di sciogliere i monasteri alla fine degli anni Trenta del Cinquecento — esse si dimostrano ampiamente accurate anche se inferiori, in alcuni casi fino al 15%. Soprattutto nel nord del paese si registra la tendenza a sottovalutare il valore di alcune importanti classi di beni, in particolare i terreni agricoli demaniali e quelli boschivi con legname in piedi (non abbattuto). Una teoria per spiegare ciò è la tendenza naturale dei contribuenti a fare stime prudenti, combinata con la natura affrettata del lavoro, che incoraggiò i commissari a concedere il beneficio del dubbio. Inoltre, il legname in piedi, per sua natura, è un'entrata reddituale eccezionale ma occasionale, diversa da un flusso di reddito annuale costante, e quindi veniva comunemente ignorato nell'estimo dei beni fondiari nel XVI secolo.
In alcuni casi la discrepanza è così ampia da suggerire una frode deliberata nelle dichiarazioni del Valor Ecclesiasticus. È il caso, ad esempio, del Priorato di Norton, a Runcorn nel Cheshire, dove la cifra presentata fu così bassa da rendere l'abbazia passibile di soppressione ai sensi del primo statuto per lo scioglimento delle case religiose minori del 1536.

## Significato
Il Valor Ecclesiasticus diede per la prima volta al governo una solida comprensione dell'entità della ricchezza della chiesa nel suo insieme e in particolare dei monasteri. Non passò molto tempo prima che re Enrico cominciasse a pianificare il modo con cui appropriarsi di gran parte di queste ricchezze, a cominciare dalle case religiose più piccole. I dati del Valor Ecclesiasticus furono una parte vitale per la redazione, nel 1535, della Legge per la soppressione delle case religiose, la prima mossa di Enrico verso lo scioglimento dei monasteri, che dissolse tutti i monasteri con un reddito dichiarato inferiore a 200 sterline all'anno.
Il Valor Ecclesiasticus è un documento di primaria importanza per gli storici della chiesa tardo medievale e Tudor, della Riforma inglese e della Dissoluzione. È prezioso anche per gli storici economici del periodo.